# Boana ventrimaculata
Boana ventrimaculata es una especie de anfibio anuro de la familia Hylidae.

## Distribución geográfica
Esta especie es endémica del estados de  Morona Santiago, Napo, Orellana, Pastaza y Sucumbíos en Ecuador y Estado do Amazonas en Brasil.  Se encuentra entre los 64 y 1035 m sobre el nivel del mar.   Vive en bosques.

## Descripción
La rana adulta macho mide 5.3 cm de cuerpo, y la hembra 8.2 cm. They live in forests that can be flooded or dry.  En color, parece como si feura manchado con café.

## Etimología
Esta especie tiene el nombre ventrimaculata porque las marcas en su piel parencen como machas de café.

## Publicación original
- Caminer MA, Ron S. 2020: Systematics of the Boana semilineata species group (Anura: Hylidae), with a description of two new species from Amazonian Ecuador. Zoological Journal of the Linnean Society. 190:149–180.